# 中野尊正
中野 尊正（なかの たかまさ、1920年6月25日 - 2010年6月24日）は、日本の地理学者（地形学・地図学）。(旧)東京都立大学名誉教授。正四位勲三等旭日中綬章。

## 略歴
台湾にて生まれる。台北高等学校を卒業後、上京する。1942年東京帝国大学地理学科卒業後、地理調査所技官に任官。
1962年10月、(旧)東京都立大学教授就任。1984年3月定年退職。
第四紀学の諸分野のうち、地形とくに平野の地形学を発展させ、さらに災害・土地保全研究を行った。
1984年6月 東京都立大学名誉教授。
1994年11月 勲三等旭日中綬章受章。
平成22年6月24日没。享年90。墓所は青山の梅窓院。

## 著書
- 『図説世界地理　北ヨーロッパ』偕成社、1956
- 『日本の平野 冲積平野の研究』古今書院　1956
- 『図説日本地理　中国・四国』偕成社、1957
- 『日本の地理の図鑑』講談社　1959
- 『少年少女地理 日本の国土 7 北海道地方』偕成社、1962
- 「日本の0 メートル地帯」（1963年 東大新書）
- 「日本の地形」（1967年 築地書館）
- 「地図との対話」（1978年 講談社現代新書）

## 共編著
- 「地形調査法」（吉川虎雄共著、1951年 古今書院）
- 「日本の自然」（小林国夫共著、1952年 岩波新書）
- 『郷土の調査法』編　古今書院　1960
- 『少年少女学習百科全集 6　世界の国々』石田竜次郎共著 講談社　1963
- 「地形の教室」（式正英共著　古今書院、1963年）
- 「地図の教室」（大久保武彦共著、1965年 古今書院）
- 「世界地誌ゼミナール、アングロアメリカ」（編、1971年 大明堂）
- 「巨大地震と大東京圏」（望月利男共編、1990年 日本評論社）

## 翻訳
- G.A.スチュワート編『地域の計量と評価』訳編　鹿島研究所出版会　1973
- Gilbert F.White, J.Eugene Haas 編著『自然災害への挑戦 研究の現状と展望』安倍北夫共監訳　ブレーン出版　1980